# Helotropha
Helotropha är ett släkte av fjärilar som beskrevs av Julius Lederer, 1857. Helotropha ingår i familjen nattflyn, Noctuidae.

## Dottertaxa tillHelotropha, i alfabetisk ordning[1][2]
- Helotropha leucostigma Hübner, 1808 Sumpfly
- Helotropha reniformis Grote, 1874